# Риччи, Марко
Марко Риччи (итал. Marco Ricci; 5 июня, 1676, Беллуно, Венето — 21 января, 1730, Венеция) — итальянский художник-пейзажист, живописец и гравёр, мастер офорта, венецианской школы. Театральный декоратор.

## Биография
Родился в городке Беллуно, сын Джироламо и Джиролама Тревиссои. В большой семье было ещё двенадцать детей, из которых не все достигли зрелого возраста. Марко был племянником художника Себастьяно Риччи, в мастерской которого получил первые навыки рисунка и живописи. В 1696 году Марко Риччи вместе с дядей прибыл в Венецию и первое время они работали вместе, удачно дополняя другу друга.
Марко Риччи по сведениям Томмазо Теманцы вынужден был бежать из Венеции, потому что в яростном споре с одним гондольером случайно убил его. Он отправился в Спалато, где познакомился с Антонио Франческо Перуццини из Анконы. С 1704 по 1708 год был во Флоренции и, вероятно, работал над росписью вестибюля Палаццо Питти, ранее заказанной Фердинандо Медичи его дяде Себастьяно Риччи. Марко также участвовал вместе с дядей в росписи Палаццо Фенци. Переехав в Рим, художник работал в жанре пейзажа. Наряду с античными руинами он писал вымышленные пейзажи с древнеримской архитектурой в жанре «каприччи».
В 1708 году лорд Манчестер, британский посол в Венеции, пригласил художника на работу в Лондон вместе с Джованни Антонио Пеллегрини для создания декораций представлений итальянской оперы в Королевском театре на Хеймаркет по заказу управляющего театром Оуэна Суини. Путь художника пролегал через Голландию, страну, которая славилась своими пейзажистами даже в Риме.
Марко Риччи успешно создавал декорации для венецианских театров, таких как Театр Сан-Джованни-Кризостомо (Святого Иоанна Златоуста) и Театр Сант-Анджело, черпая вдохновение у своего друга, архитектора Филиппо Юварра. Вместе с Пеллегрини и Себастьяно Риччи Марко Риччи работал над украшением многих английских дворцов, в том числе он выполнил восемь больших картин для Берлингтон-хаус (Burlington House) в Лондоне на тему «Триумф любви» (в этом здании в то время размещалась Академия художеств).
В Лондоне Марко Риччи написал несколько пейзажей, в том числе в жанре «каприччи», а для Чарльза Говарда, 3-го графа Карлайла — картину «Репетиция оперы» (около 1709 г.) с изображением знаменитой английской певицы Кэтрин Тофтс, выступившей в итальянской опере, а в 1711 году переехавшей в Венецию. В 1716 году Марко и Себастьяно Риччи прибыли в Париж, а в 1718 году вернулись в Венецию. Тофтс в 1717 году вышла замуж за британского консула в Венеции Джозефа Смита, коллекционера и мецената, который стал важным покровителем обоих художников, как и других венецианских живописцев и гравёров.
В 1726 и 1727 годах Риччи входил в гильдию венецианских живописцев (Fraglia dei pittori). Художник умер в Венеции 21 января 1730 года.

## Творческий метод и индивидуальный стиль
Склонность Риччи к сотрудничеству с другими художниками затрудняет отслеживание его раннего стиля, но общепризнано, что на него оказало существенное влияние творчество Клода Лоррена, Сальватора Розы, Гаспара Дюге, а также голландского пейзажиста Якоба Ван Рёйсдала.
Произведения Марко Риччи как пейзажиста можно разделить на четыре основные категории: альпийские пейзажи, или пасторали, «штормовые пейзажи» (бури), античные руины и деревенские сцены. Большая часть живописных работ написана художником маслом на холсте, но около половины его меньших по размеру произведений выполнено темперой по козьей коже. Это его изобретение.
В стиле Риччи, «романтическом и беспокойном», чувствуется также влияние генуэзского художника Алессандро Маньяско, чьи «гротескные, вытянутые фигуры и беглая техника мазков с „пробела́ми“ нашли отражение в ряде ранних полотен Риччи. В офортах Риччи добивался живописности, усиливая в оттисках „света́“ от руки кистью и белилами».
Позднее художник обратился к пейзажу, следуя примерам Тициана и А. Темпесты, отдавая предпочтение атмосферным светотеневым эффектам. В зрелом возрасте Марко Риччи почти полностью посвятил себя теме античных руин в живописи и офорте, поэтому его произведения такого рода можно отнести к художественному течению романизма.
Работы Риччи 1720-х годов включали пейзажи, каприччи, гуаши на пергаменте, рисунки сценических декораций и карикатуры. С 1723 года он много занимался офортом, в основном «пейзажами с руинами и фигурами», из которых известно тридцать три, в том числе двадцать три композиции, предвосхищающие «фантазии» Джованни Баттиста Пиранези. Многие картины Марко выполнял совместно с Себастьяно Риччи, который дописывал в пейзажах племянника фигуры.
Среди учеников мастера были знаменитые театральные декораторы Джузеппе и Доменико Валериани. Искусство Марко Риччи оказало влияние на классиков венецианской ведуты — Каналетто и Франческо Гварди, а также на художников романтизма рубежа XVIII—XIX веков.

## Галерея

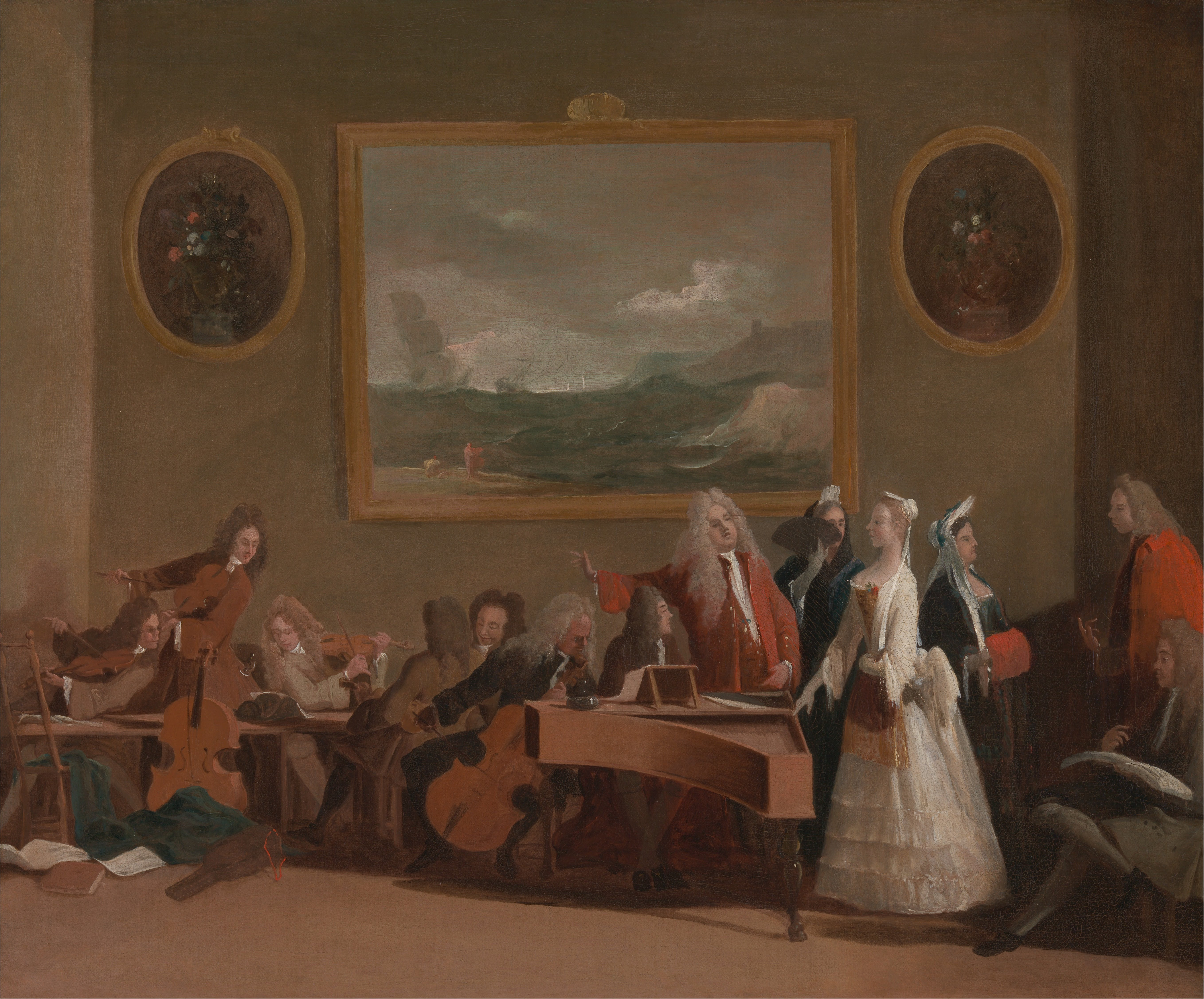
Репетиция оперы. Ок. 1709. Картон, гуашь. Йельский центр британского искусства, Нью-Хейвен, Коннектикут, США
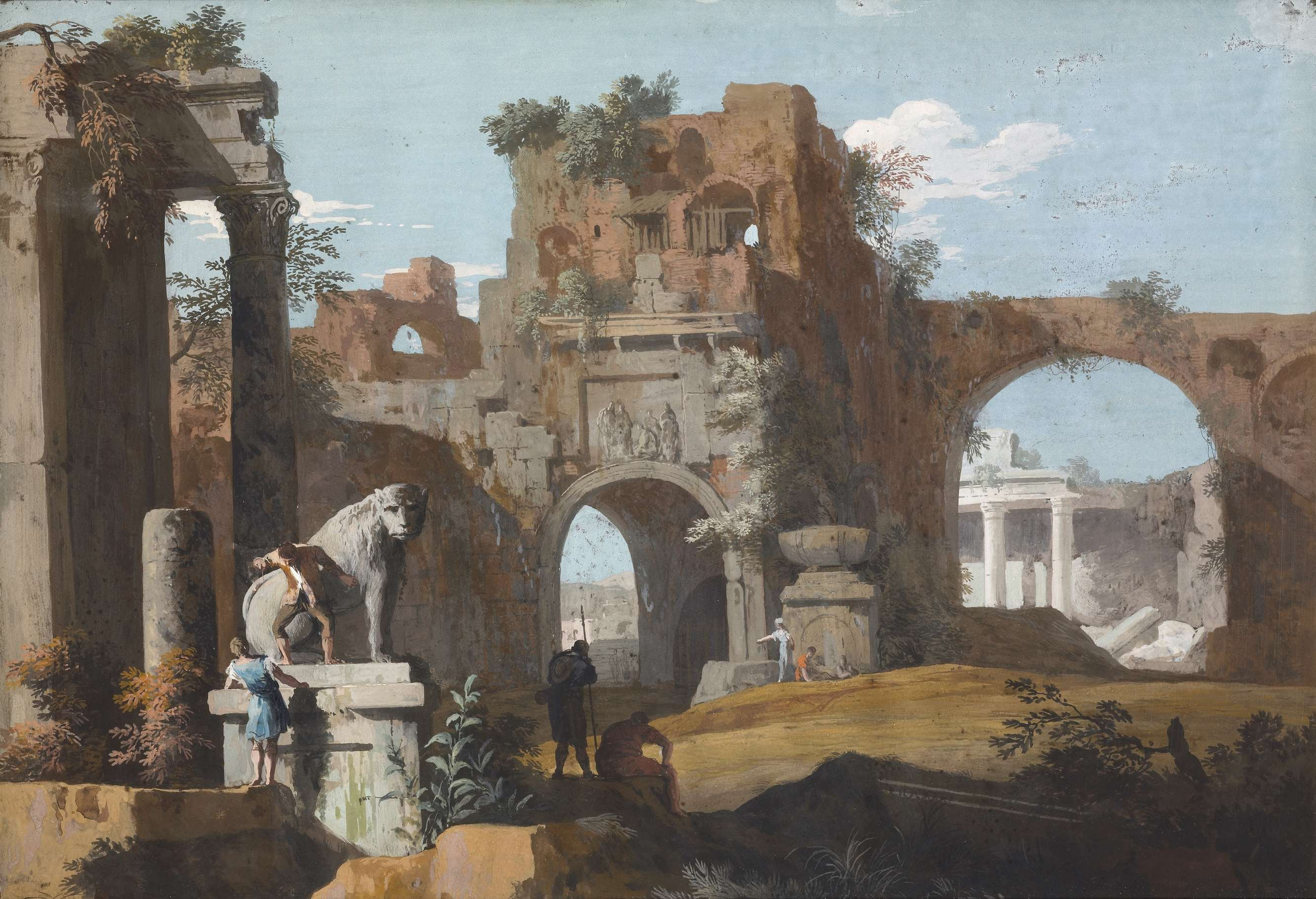
Классический пейзаж с руинами. Ок. 1725 г. Картон, гуашь. Национальная галерея Канады, Торонто
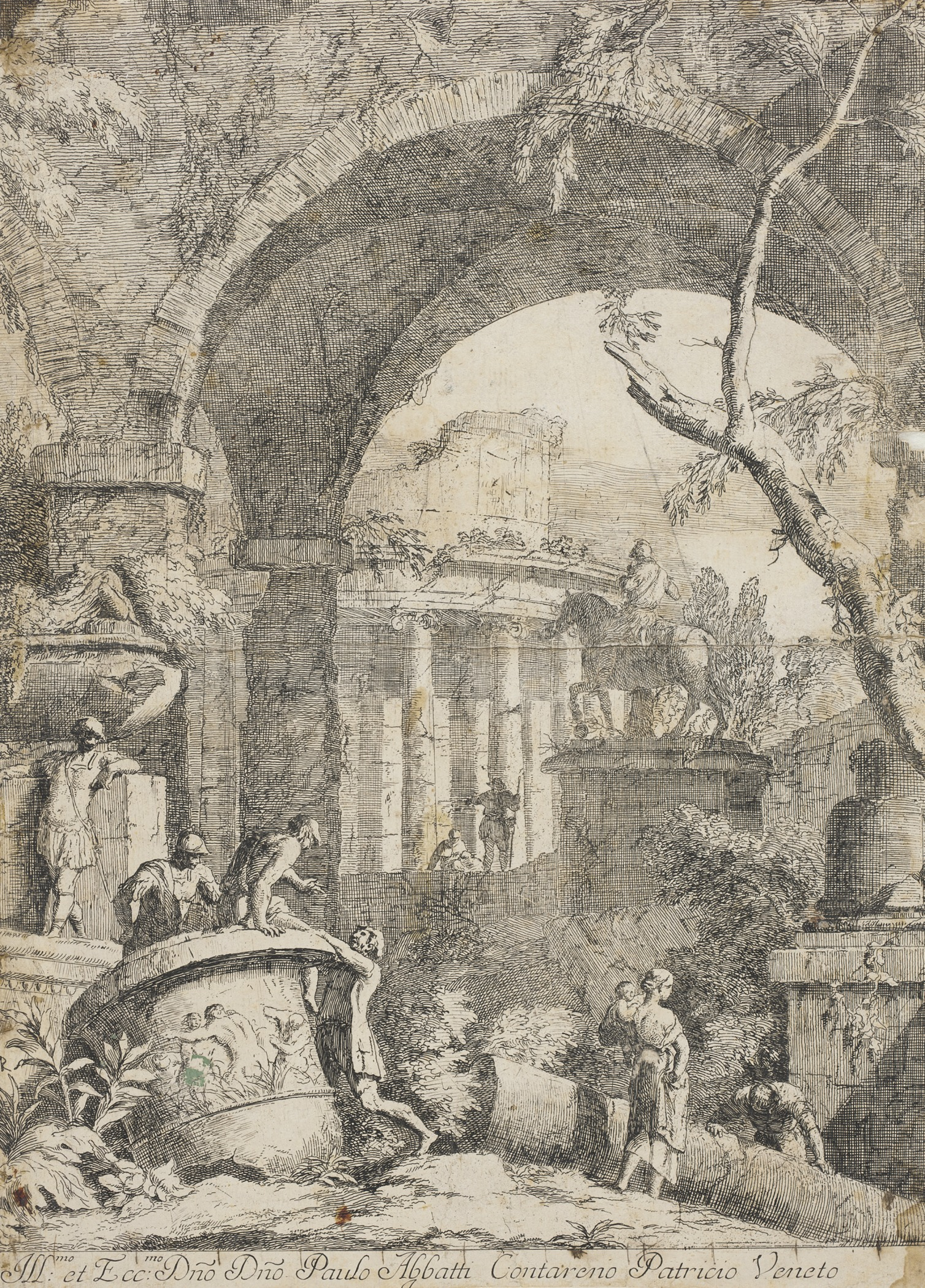
Классическая руина с конной статуей и круглым храмом. 1730. Офорт. Музей искусств округа Лос-Анджелес
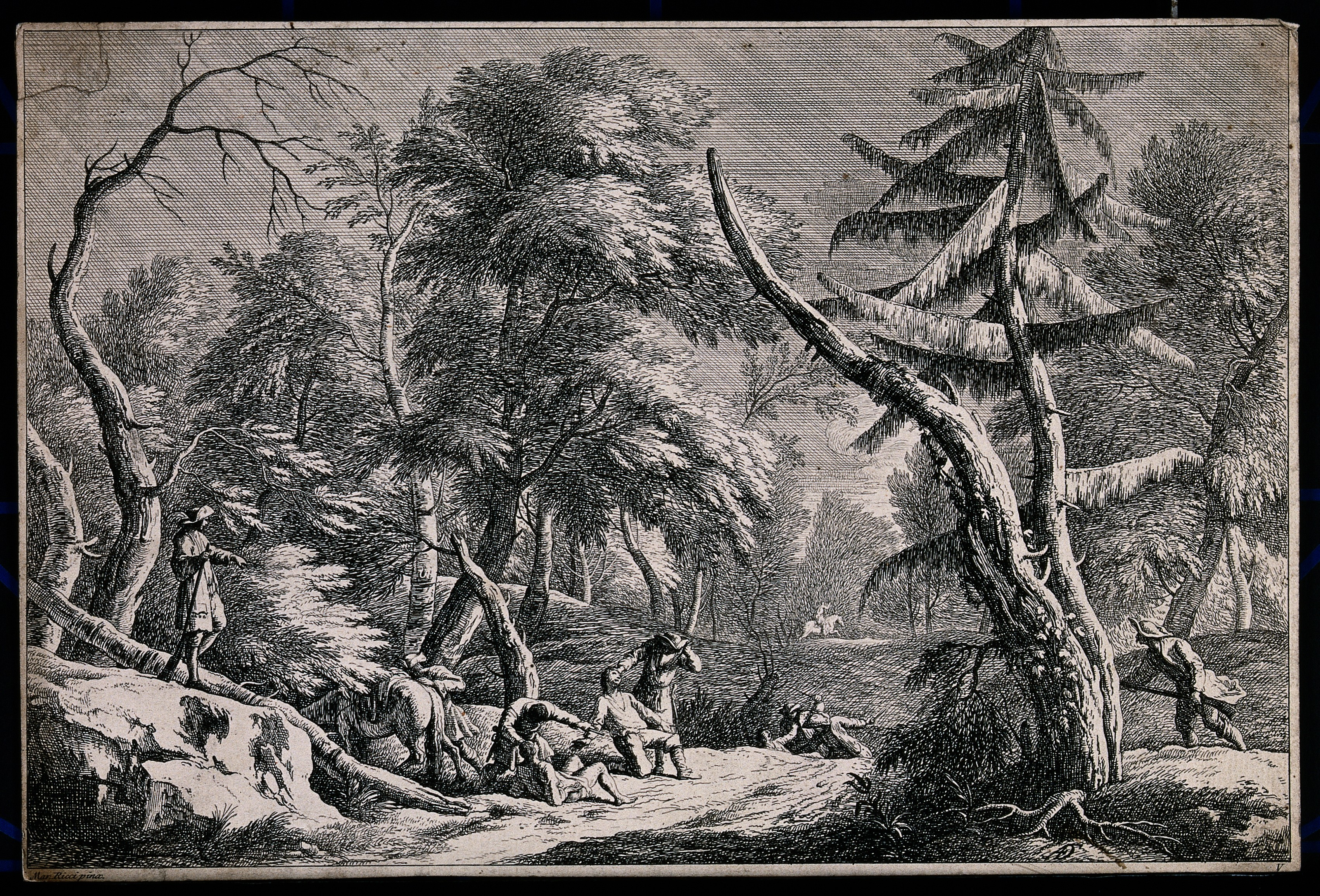
Банда разбойников грабит и убивает людей в дикой местности. 1743. Офорт Д. А. Фоссати по рисунку М. Риччи
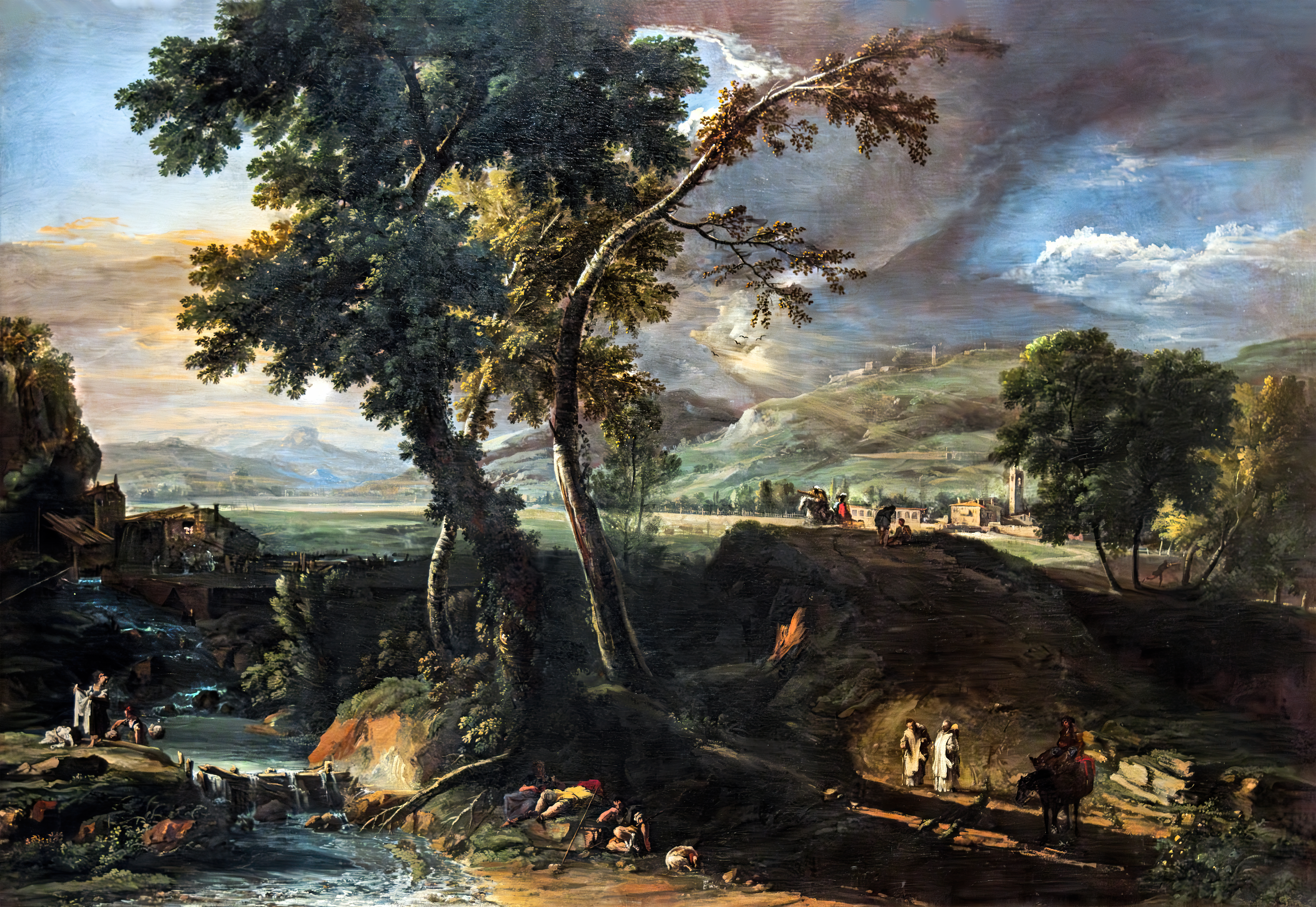
Пейзаж с рекой и фигурами. Ок. 1720 г. Холст, масло. Галерея Академии, Венеция
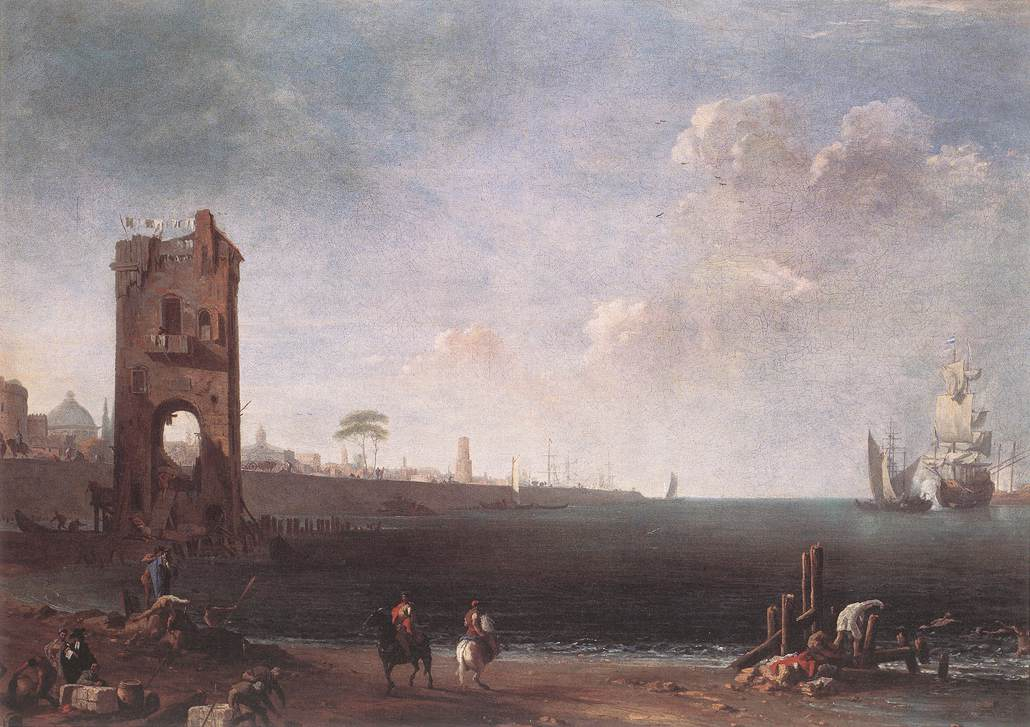
Вид побережья с башней. Ок. 1718. Холст, масло. Частное собрание
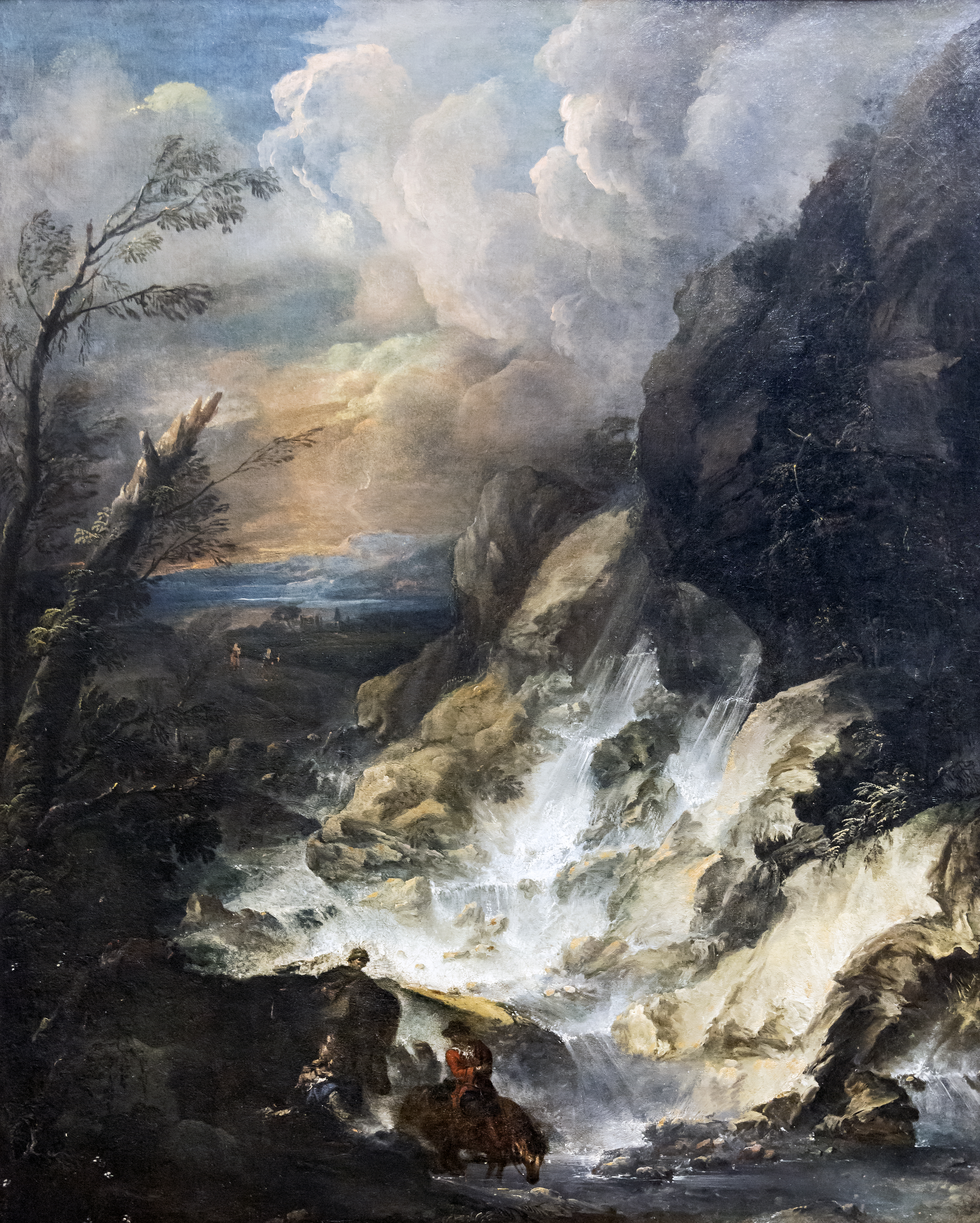
Водопад. Ок. 1720 г. Холст, масло. Галерея Академии, Венеция